# Vlad II Dracul
Vlad II Dracul, född 1390, död 1447, var härskare (vojvod) i Valakiet 1436 till 1442 och igen mellan 1443 och 1447. Han var medlem av det kungliga huset Basarab och var son till Mircea cel Bătrân. Han var far till den mer kände Vlad III Dracula. Såsom Valakiets härskare var han officiellt en vasall under kungen av Ungern. Han var också markis, med skyldighet att skydda handel och handelsvägar från Transsylvanien till Valakiet för den romersk-katolska kyrkan. Även om Vlad II var uppskattad av kyrkan är det känt att han mördat medlemmar av tronkonkurrenterna i huset Dănești. Det var på detta sätt han fick makten i Valakiet då han återvände från sin exil i Transsylvanien år 1436.
Vlad II fick namnet 'Dracul' då han introducerades i Drakorden av Sigmund av Luxemburg år 1431. Orden hade skapats av Sigismund år 1408 för att få kyrkans politiska stöd och för att skydda den ungerska kungafamiljen från ursprungligen husiterna, yttre fiender och det  Osmanska riket. 
I september år 1444 bröt kung Vladislav I av Ungern under påtryckningar från påven Eugenius IV det fredsavtal som den 12 juni samma år slutits i Szegedin med sultan Murad av Osmanska riket och återupptog kriget mellan osmanerna och Ungern. Ledaren för fälttåget, János Hunyadi, krävde att Vlad II skulle uppfylla sina plikter som medlem av Drakorden och vasall till Ungern men Vlad vägrade deltaga. Påven befriade Vlad från denna plikt, men krävde att han skulle skicka sin son Mircea istället.
Korståget mot Varna slutade med att den kristna armén besegrades i slaget vid Varna. Hunyadi lyckades dock undkomma. Många, inklusive Vlad och hans son, skyllde fiaskot på Hunyadi, vilket gjorde Hunyadi bittert aggressiv gentemot den valakiske fursten. År 1447 avrättades Vlad tillsammans med sin son av bojarerna i Târgoviște genom att begravas levande. Hunyadi placerade då en medlem av huset Dănești, en konkurrerande gren av samma släkt som draculs, på Valakiets tron. Denne person kom senare också att bli avrättad, och efterträdd av Vlad III Dracula, Vlad II:s andre son.
Även om Vlad II var en framgångsrik general och en skicklig regent är han mest känd för sin andre sons handlingar. Vlad II hade också en tredje son, Radu, kallad den sköne.